# 布巴斯提斯
布巴斯提斯（英語：Bubastis） 古埃及城市，即塔勒拜斯泰。埃及尼罗河三角洲古城。新王国第十九王朝(约公元前1292年—公元前1190年)自底比斯迁至尼罗河三角洲，该城为重要城市之一，第三中间期第二十二王朝的法老示撒一世（约公元前945—约公元前924年在位）时期，达到鼎盛，后因古埃及衰落而废弃。